# The Killing (seizoen 3)
Dit artikel vat het derde seizoen van The Killing samen. In de Verenigde Staten liep dit seizoen van 2 juni 2013 tot 4 augustus 2013 en bevatte twaalf afleveringen. 

## Rolverdeling

### Hoofdrollen
- Mireille Enos - rechercheur Sarah Linden
- Joel Kinnaman - rechercheur Stephen Holder
- Gregg Henry - rechercheur  Carl Reddick
- Elias Koteas - hoofdinspecteur James Skinner
- Hugh Dillon - gevangenisbewaker Francis Becker
- Aaron Douglas - gevangenisbewaker Evan Henderson
- Peter Sarsgaard - Ray Seward

### Terugkerende rollen
- Amy Seimetz - Danette Leeds
- Cate Sproule - Kallie Leeds
- Bex Taylor-Klaus - Bullet
- Julia Sarah Stone - Lyric
- Max Fowler - Twitch
- Ryan Robbins - Joe Mills
- Ben Cotton - pastor Mike
- Nicholas Lea - Dale Daniel Shannon
- Jewel Staite - Caroline Swift
- Little JJ - Alton
- Rowan Longworth - Adrian Seward
- Collin MacKechnie - Frank Becker jr.

## Afleveringen
| Nr. | Aflevering | Titel                  | Regisseur      | Schrijver(s)                 | Selectie gastrollen | Uitzenddatum    |  |
| --- | ---------- | ---------------------- | -------------- | ---------------------------- | --- | --------------- |  |
| 27 | 1          | The Jungle             | Ed Bianchi     | Veena Sud                    | Annie Corley - Regi Darnell Liam James - Jack Linden Benjamin Charles Watson - Rayna Andrew Jenkins - Cody John R. Taylor - kapelaan Markum                        | 2 juni 2013     |  |
| Rechercheur Stephen Holder en zijn nieuwe partner Carl Reddick onderzoeken de moord op de zestienjarige prostituee Ashley Kwan, die vermoord werd door een doorgesneden keel. De medische onderzoeker verklaart dat het slachtoffer verdedigingswonden heeft, en het gebruikte mes een gekartelde rand heeft. Ondertussen heeft Stephen een aantal slechte gewoontes afgezworen, en is bezig met studeren voor zijn brigadiersexamen. Stephen merkt bij deze moord een aantal overeenkomsten op met een moordzaak die Sarah Linden een paar jaar geleden leidde. In die moordzaak op Tricia Ann werd haar echtgenoot Ray Seward tot de doodstraf veroordeeld, die nu op zijn executie wacht. Stephen zoekt Sarah op om over de zaak te praten, maar zij is niet bereid hier gehoor aan te geven. Zij heeft nu tot haar tevredenheid een nieuw leven opgebouwd met een vriend, en zij werkt voor de Seattleveerdiensten. Stephen laat bij het weggaan bewust het dossier van de moord bij Sarah achter, bij het lezen gaat Sarah toch twijfelen of zij er nog steeds buiten wil blijven. |            |                        |                |                              | |                 |  |
| 28 | 2          | That You Fear the Most | Lodge Kerrigan | Dan Nowak                    | Annie Corley - Regi Darnell Grace Zabriskie - Mama Dips Andrew Jenkins - Cody Brendan Fletcher - Goldie Matreya Scarrwener - Jesse                                 | 2 juni 2013     |  |
| Bullet bezoekt de politie om de vermissing van Kallie Leeds aan te geven, zij krijgt met haar geen contact meer nadat zij de vorige avond de daklozenopvang verliet. In de gevangenis wacht Ray op zijn executie, gevangenisbewaker Francis Becker neemt alvast met hem de procedures door. Sarah is verontrust over de overeenkomsten in de moordzaken, en vertelt haar voormalige partner James Skinner bij hem thuis dat zij nu twijfels krijgt of Ray wel schuldig is. James vertelt haar echter dat hij achter de veroordeling blijft staan, en de vrouw van James vertelt aan Sarah dat zij uit de buurt van haar man moet blijven. Hierna bezoekt Sarah de zoon van Ray die een tekening heeft gemaakt die zij nu herkend. Wanneer zij de plek van de tekening lokaliseert, vindt zij iets wat er grimmig uitziet. In de gevangenis krijgt Ray bij gevangenisbewaker Evan Henderson voor elkaar dat hij een telefoontje mag plegen, zogenaamd naar zijn advocaat. Francis is hier niet blij mee, en verzekert Ray dat hij precies weet waarom hij in de gevangenis zit. |            |                        |                |                              | |                 |  |
| 29 | 3          | Seventeen              | Kari Skogland  | Eliza Clark                  | Benjamin Charles Watson - Rayna Brendan Fletcher - Goldie Fred Keating - medisch onderzoeker Vincent Dangerfield - agent Chadwick                                  | 9 juni 2013     |  |
| De tekening van Adrian leidt Sarah naar een meer waar zij diverse lichamen ziet drijven, later blijkt het om zeventien lichamen te gaan. Het zijn allemaal lichamen van vrouwen, sommige lijkt de leeftijd van dertien jaar te hebben. Sarah besluit hierdoor weer terug te keren als rechercheur bij de politie, en haar taak wordt het identificeren van de lichamen. Het medische onderzoeksteam kan haar echter weinig informatie geven, maar het lijkt erop dat zij op dezelfde manier vermoord zijn als Ashley Kwan. Verder hoort Sarah dat alle lichamen enkele jaren geleden vermoord zijn in een korte periode. Omdat Ashley een aantal dagen werd vastgehouden voordat zij vermoord werd besluit Stephen op zoek te gaan naar de vermiste Kallie Leeds. Bullet, de vriendin van Kallie die haar als vermist opgaf, is zeer ongerust en stuurt Stephen naar de pooier Goldie. Bij Goldie vindt hij echter geen Kallie, maar wel een grote hoeveelheid kinderporno. Ondertussen raakt Ray in de gevangenis in het bezit van een scheermesje. |            |                        |                |                              | |                 |  |
| 30 | 4          | Head Shots             | Michael Rymer  | Dawn Prestwich Nicole Yorkin | Grace Zabriskie - Mama Dips Brendan Fletcher - Goldie Shaun Smyth - Warren Sonya Salomaa - Annie Becker Megan Danso - Tiffany Rogers                               | 16 juni 2013    |  |
| Sarah en Stephen hebben een dvd gevonden met kinderporno waarin ook de vermiste Kallie te zien is met een mannenstem op de achtergrond, maar kunnen helaas deze stem niet identificeren. Samen doen zij dan met een politieteam een inval in een motel die veelvuldig gebruikt wordt voor prostitutie. Het onderzoek daar levert de ontdekking op van een verborgen kamer waar de dvd's opgenomen worden. Sarah kan een van de zeventien gevonden lichamen identificeren met een meisje op de dvd. Tevens vindt zij nog een meisje dat op de dvd voorkomt en nog leeft, maar zij kan Sarah niet helpen met het identificeren van de onbekende man die op de dvd te horen is. Sarah wendt zich dan naar de moeder van Kallie met de vraag of zij deze man kent, zij zegt van niet maar Sarah gelooft haar niet. Ondertussen helpt Goldie het politieonderzoek niet als hij naar de media stapt waar hij geheime informatie naar buiten brengt. |            |                        |                |                              | |                 |  |
| 31 | 5          | Scared and Running     | Dan Attias     | Coleman Herbert              | Grace Zabriskie - Mama Dips Laine MacNeil - tienermeisje Harrison MacDonald - tienerjongen Jenn MacLean-Angus - Jennifer Skinner Katherine Evans - Bethany Skinner | 23 juni 2013    |  |
| De moeder van Kallie, Danette, vertelt aan haar vriend Joe Mills dat zij nu best wel zorgen maakt over haar dochter. Joe verzekert haar dat zij geen zorgen hoeft te maken, en dat Kallie weer terug zal komen. Ondertussen zet de politie hun zoektocht voort naar Joe. Mama Dips ontkent Joe te kennen, maar Sarah gelooft haar niet en kan dan bewijzen dat zij toch elkaar kennen. Sarah en Stephen ontdekken ook dat mama Dips twee keer naar Joe heeft gebeld toen hij in de woning van Danette was. Tegen de tijd dat Sarah en Stephen bij haar woning zijn is Joe nergens meer te bekennen. Dan krijgen zij een goede tip als een tienermeisje melding doet van een mishandeld meisje, maar als zij naar haar op zoek gaan vinden zij haar niet maar wel een bebloede lijkzak. Verder onderzoek in de stad naar het meisje vinden zij bloedsporen, die hen suggereert dat zij naar een kinderopvangtehuis is gegaan. Daar vinden zij echter geen sporen van haar, maar Bullet vertelt hen waar zij dan waarschijnlijk kan zijn. Dankzij de tip van Bullet vinden zij dan het meisje, maar helaas is het niet Kallie. Uiteindelijk maakt Danette een schrikbarende ontdekking.                                                                 |            |                        |                |                              | |                 |  |
| 32 | 6          | Eminent Domain         | Keith Gordon   | David Wiener                 | Duncan Fraser - Raymond Seward sr. Ingrid Torrance - Tess Clarke Paul McGillion - Andrew Clarke Laine MacNeil - Angie Gower                                        | 30 juni 2013    |  |
| Sarah en Stephen ondervragen Angie Gower, het meisje dat zij gevonden hebben. Zij is flink mishandeld en diverse vingers van haar zijn gebroken. Zij vertelt dat haar aanvaller zachtjes sprak en dat hij haar ging redden, en zij herkent niemand van de foto's die Sarah en Stephen haar laten zien waaronder van Joe Mills. Stephen begint te vermoeden dat zij achter de verkeerde man aanzitten. Een doodsbange Danette gaat naar het politiebureau waar zij aan Sarah en Stephen vertelt wat zij heeft ontdekt. Sarah begint nu iets van respect voor haar te krijgen, maar als zij op zoek gaat naar Joe Mills is hij van de aardbodem verdwenen. Sarah wil dan toestemming krijgen dat Adrian zijn vader mag bezoeken in de gevangenis, maar zijn pleegouders willen hier niets van weten. Sarah krijgt dan van de pleegouders informatie, waarna zij met Stephen naar het appartement gaat waar de vrouw van Seward is vermoord. Daar aangekomen raakt Sarah ervan overtuigd dat Adrian de moordenaar op zijn moeder heeft gezien. Deze bevindingen vertelt Sarah aan haar chef Skinner, maar hij is echter hiervan niet overtuigd. Ondertussen krijgt Ray contact met iemand uit zijn verleden, en krijgt dan nog een onverwachte bezoeker. |            |                        |                |                              | |                 |  |
| 33 | 7          | Hope Kills             | Tricia Brock   | Brett Conrad                 | Benjamin Charles Watson - Rayna Andrew Jenkins - Cody Chilton Crane - Aubrey                                                                                       | 7 juli 2013     |  |
| Sarah en Stephen verdenken nu pastor Mike, de leider van het opvangtehuis, van de moorden, maar hebben jammer genoeg geen bewijzen tegen hem. De moeder van Kallie is nog steeds op zoek naar haar dochter en zoekt hulp bij pastor Mike, die haar vertelt om de hoop niet te verliezen. Als zij pastor Mike verlaat vindt zij op haar auto een briefje. Ondertussen krijgt Bullet een relatie met Lyric, en vertelt aan Stephen dat zij weigert te geloven dat pastor Mike de moordenaar is. Sarah en Stephen krijgen dan een ooggetuige die pastor Mike samen met Angie Gower heeft gezien, en ontdekken dat hij een duister geheim van vroeger met zich meedraagt. Ondertussen treitert Ray de hoofdbewaker in de gevangenis, dit omdat hij niet aanwezig was terwijl een medegevangene zelfmoord pleegde. Sarah krijgt bezoek van haar ex-vriend, en hij wil graag weten of zij nog een relatie hebben waarop Sarah ontkennend antwoord. |            |                        |                |                              | |                 |  |
| 34 | 8          | Try                    | Lodge Kerrigan | Nic Sheff Aaron Slavik       | Laine MacNeil - Angie Gower John Shaw - Giles Griswold Sonya Salomaa - Annie Becker Bryce Hodgson - Poochie                                                        | 14 juli 2013    |  |
| Nu het geheim van pastor Mike is onthuld ontvoerd hij Sarah, en neemt haar mee in de auto en rijden dan samen door de stad. Het lukt Sarah om een radioverbinding te maken waardoor de politie haar kan lokaliseren. Sarah gelooft hem als hij haar vertelt dat hij niet de moordenaar is, en forensisch onderzoek in zijn auto suggereert ook dat hij onschuldig is. Ondertussen is Bullet in paniek als Lyric vermist wordt, en vermoedt dat pastor Mike hierachter zit. Zij vertelt aan Stephen dat hij Lyric meegenomen heeft naar het meer waar de lichamen gevonden zijn. De politie gaat dan op zoek naar Lyric, en dan blijkt Bullet gelogen te hebben als zij Lyric op straat vinden. Lyric vertelt dan aan Bullet dat zij haar verlaten heeft om terug te gaan naar haar ex-vriend, dit tot grote woede van Bullet. Ondertussen praat Ray in de gevangenis met zijn advocaat, hij wil dat hij iets doet aan zijn executie nu Sarah aan zijn schuld twijfelt. De advocaat vertelt hem dat hij hier echter niets mee kan doen. |            |                        |                |                              | |                 |  |
| 35 | 9          | Reckoning              | Jonathan Demme | Dan Nowak                    | Sonya Salomaa - Annie Becker Philip Granger - Tim Jablonski Nesta Chapman - vrouw van Carl Madeleine Arthur - dochter van Carl                                     | 21 juli 2013    |  |
| Danette is nog steeds op zoek naar haar vermiste dochter Kallie, en keert met lege handen naar huis waar zij Joe Mills vindt die op haar wacht. Hij mishandeld haar flink, en vlucht haar woning uit voordat de politie hem kan oppakken. De rechercheurs maken een flinke stap voorwaarts in hun onderzoek als zij ontdekken dat Joe een opslagruimte huurt. Sarah en Stephen gaan op onderzoek in de opslagruimte en ontdekken dat Joe daar een tijd heeft geleefd. Na het vinden van spullen die aan de dode meisjes behoord, denken zij dat zij de dader hebben gevonden en het onderzoek nu opgelost is. Zij zijn echter niet voorbereid voor wat zij dan in de kofferbak vinden, van een taxi die aan Joe toebehoort. Ondertussen komt de executiedatum van Ray zeer dichtbij. Sarah krijgt eindelijk toestemming om Adrian te ondervragen, en hij identificeert de moordenaar op zijn moeder. Twitch en Lyric vinden een woning waar zij kunnen gaan wonen. |            |                        |                |                              | |                 |  |
| 36 | 10         | Six Minutes            | Nicole Kassell | Veena Sud                    | Ingrid Torrance - Tess Clarke Michael Kopsa - Warden | 28 juli 2013    |  |
| Het is nu 12 uur voor de executie van Ray en Sarah probeert deze nog steeds te voorkomen nu ze ervan zeker is dat hij onschuldig is. Ray identificeert een ring van zijn vermoorde vrouw die in de opslagruimte van Joe is gevonden. De bevinding is echter te weinig voor de openbare aanklager om de zaak opnieuw te onderzoeken. Adrian is nu ook in de gevangenis en krijgt de belofte dat hij zijn vader mag zien, echter de gevangenisleiding komt terug op deze belofte. Adrian heeft ook nog belangrijke informatie voor Sarah. Ray kan helaas Sarah verder niet helpen met enige informatie over wie de moordenaar is op zijn vrouw. |            |                        |                |                              | |                 |  |
| 37 | 11         | From Up Here           | Phil Abraham   | Eliza Clark                  | Vincent Dangerfield - agent Chadwick Philip Granger - Tim Jablonski Edward Foy - rechercheur Ren Bell Paul Jarrett - Damon Delahanty                               | 4 augustus 2013 |  |
| Met de aanstaande executie van Ray en de aanklacht tegen Joe Mills voor moord op de jonge vrouwen, proberen Sarah en Stephen weer op een lijn te komen om de echte moordenaar te vinden. Sarah hernieuwt haar relatie met een oude vriend, en Stephen gaat naar de begrafenis van Bullet en probeert de relatie te verbeteren met zijn vriendin Caroline. Tevens zoekt hij ook contact met zijn oude partner Carl Reddick. Nadat de brandweer een lichaam vinden in een uitgebrande auto worden Sarah en Stephen voor onderzoek erbij gehaald. De medische onderzoeker ontdekt dat het lichaam een vrouw was, en dat zij een dag eerder is overleden door een schot in haar hoofd. Het lichaam vermist al haar tanden, en haar ringvinger is verwijderd waarvan zij vermoeden dat dit al langer geleden gebeurd was. Door deze bevindingen vermoeden Sarah en Stephen dat zij Angie Gower hebben gevonden. Stephen vermoedt dat de enige persoon die wist van Joe Mills, en bij zijn opslagruimte alles kon verstoppen, een politieman moet zijn. Sarah ontdekt ondertussen hoe Adrian zijn tekening kon afmaken. In de gevangenis vertelt hoofdbewaker Becker aan Henderson dat hij besloten heeft om met pensioen te gaan.                          |            |                        |                |                              | |                 |  |
| 38 | 12         | The Road to Hamelin    | Dan Attias     | Dawn Prestwich Nicole Yorkin | Vincent Dangerfield - agent Chadwick Ingrid Torrance - Tess Clarke Jenn MacLean-Angus - Jennifer Skinner Katherine Evans - Bethany Skinner                         | 4 augustus 2013 |  |
| Sarah en Stephen zijn er nu van overtuigd dat een politieagent Joe Mills erin geluisd heeft voor de moord op de jonge vrouwen. Wanneer zij ontdekken dat een politieagent de buurman was van het eerste slachtoffer denken zij de dader gevonden te hebben. Nu Angie Gower ook vermoord is zijn zij bang dat Adrian ook een slachtoffer is nadat hij vermist wordt, en dat de dader nu alle sporen wil uitwissen. Sarah probeert nu alle sporen te onderzoeken om Adrian te vinden, en Carl kan zij nergens vinden. Stephen wordt opgepakt door interne zaken voor ondervraging, en het huwelijk van hoofdinspecteur Skinner is voorbij en wordt gedwongen om hun huis te verlaten. Sarah identificeert de ring van de vermiste Kallie, en weet nu uiteindelijk wie de echte dader is voor de moorden. Deze ontdekking komt tot een grote schok bij Sarah en Stephen, en confronteren de dader hem hiermee. Sarah is woedend op hem omdat zij een nauwe band met hem had, en dit kan zij niet verkroppen en besluit dan ineens hem dood te schieten waarvan Stephen getuige is. |            |                        |                |                              | |                 |  |